# Grand Prix Południowej Afryki Formuły 1
Grand Prix Południowej Afryki – wyścig samochodowy, przez wiele lat był zaliczany do Mistrzostw Świata Formuły 1.

## Tory
- East London (1934, 1936–1939, 1960–1963, 1965–1966)
- Kyalami (1967–1985, 1992–1993)

## Zwycięzcy Grand Prix Południowej Afryki
| Sezon |     | Kierowca          |     | Samochód       |     | Silnik      | Tor/Lokalizacja |        |
| ----- | --- | ----------------- | --- | -------------- | --- | ----------- | --------------- | ------ |
| 1962  | GBR | Graham Hill       | GBR | BRM P57        | GBR | BRM         | East London     | Wyniki |
| 1963  | GBR | Jim Clark         | GBR | Lotus 25       | GBR | Climax      | East London     | Wyniki |
| 1965  | GBR | Jim Clark         | GBR | Lotus 33       | GBR | Climax      | East London     | Wyniki |
| 1967  | MEX | Pedro Rodríguez   | GBR | Cooper T81     | ITA | Maserati    | Kyalami         | Wyniki |
| 1968  | AUS | Jim Clark         | GBR | Lotus 49       | USA | Ford        | Kyalami         | Wyniki |
| 1969  | GBR | Jackie Stewart    | GBR | Matra MS10     | USA | Ford        | Kyalami         | Wyniki |
| 1970  | AUS | Jack Brabham      | GBR | Brabham BT33   | USA | Ford        | Kyalami         | Wyniki |
| 1971  | USA | Mario Andretti    | ITA | Ferrari 312B   | ITA | Ferrari     | Kyalami         | Wyniki |
| 1972  | NZL | Denny Hulme       | GBR | McLaren M19A   | USA | Ford        | Kyalami         | Wyniki |
| 1973  | GBR | Jackie Stewart    | GBR | Tyrrell 006    | USA | Ford        | Kyalami         | Wyniki |
| 1974  | ARG | Carlos Reutemann  | GBR | Brabham BT44   | USA | Ford        | Kyalami         | Wyniki |
| 1975  | ZAF | Jody Scheckter    | GBR | Tyrrell 007    | USA | Ford        | Kyalami         | Wyniki |
| 1976  | AUT | Niki Lauda        | ITA | Ferrari 312T   | ITA | Ferrari     | Kyalami         | Wyniki |
| 1977  | AUT | Niki Lauda        | ITA | Ferrari 312T2  | ITA | Ferrari     | Kyalami         | Wyniki |
| 1978  | SWE | Ronnie Peterson   | GBR | Lotus 78       | USA | Ford        | Kyalami         | Wyniki |
| 1979  | CAN | Gilles Villeneuve | ITA | Ferrari 312T4  | ITA | Ferrari     | Kyalami         | Wyniki |
| 1980  | FRA | René Arnoux       | FRA | Renault RE20   | FRA | Renault     | Kyalami         | Wyniki |
| 1982  | FRA | Alain Prost       | FRA | Renault RE30T  | FRA | Renault     | Kyalami         | Wyniki |
| 1983  | ITA | Riccardo Patrese  | GBR | Brabham BT52B  | DEU | BMW         | Kyalami         | Wyniki |
| 1984  | AUT | Niki Lauda        | GBR | McLaren MP4/2  | DEU | TAG/Porsche | Kyalami         | Wyniki |
| 1985  | GBR | Nigel Mansell     | GBR | Williams FW10  | JPN | Honda       | Kyalami         | Wyniki |
| 1992  | GBR | Nigel Mansell     | GBR | Williams FW14B | FRA | Renault     | Kyalami         | Wyniki |
| 1993  | FRA | Alain Prost       | GBR | Williams FW15C | FRA | Renault     | Kyalami         | Wyniki |

Liczba zwycięstw (kierowcy):
- 3 – Jim Clark, Niki Lauda
- 2 – Nigel Mansell, Alain Prost, Jackie Stewart
- 1 – Mario Andretti, René Arnoux, Jack Brabham, Denny Hulme, Riccardo Patrese, Ronnie Peterson, Carlos Reutemann, Pedro Rodriguez, Jody Scheckter, Gilles Villeneuve

Liczba zwycięstw (producenci samochodów):
- 4 – Ferrari, Lotus
- 3 – Brabham, Williams
- 2 – McLaren, Renault, Tyrrell
- 1 – BRM, Cooper, Matra

Liczba zwycięstw (producenci silników):
- 8 – Ford
- 4 – Ferrari, Renault
- 2 – Climax
- 1 – BRM, BMW, Honda, Maserati, TAG/Porsche

## Zwycięzcy Grand Prix Południowej Afryki poza Mistrzostwami Świata Formuły 1
| Sezon |     | Kierowca                 |     | Samochód |     | Silnik   | Tor/Lokalizacja |        |
| ----- | --- | ------------------------ | --- | -------- | --- | -------- | --------------- | ------ |
| 1934  | USA | Whitney Willard Straight | ITA | Maserati | ITA | Maserati | East London     | Wyniki |
| 1936  | ITA | Mario Massacuratti       | FRA | Bugatti  | FRA | Bugatti  | East London     | Wyniki |
| 1937  | GBR | Pat Fairfield            | GBR | ERA      | GBR | ERA      | East London     | Wyniki |
| 1938  | GBR | Buller Meyer             | GBR | Riley    | GBR | Riley    | East London     | Wyniki |
| 1939  | ITA | Luigi Villoresi          | ITA | Maserati | ITA | Maserati | East London     | Wyniki |
| 1960  | BEL | Paul Frère               | GBR | Cooper   | GBR | Climax   | East London     | Wyniki |
| 1960  | GBR | Stirling Moss            | DEU | Porsche  | DEU | Porsche  | East London     | Wyniki |
| 1961  | GBR | Jim Clark                | GBR | Lotus    | GBR | Climax   | East London     | Wyniki |
| 1966  | GBR | Mike Spence              | GBR | Lotus    | GBR | Climax   | East London     | Wyniki |
| 1981  | ARG | Carlos Reutemann         | GBR | Williams | USA | Ford     | Kyalami         | Wyniki |